# خط عرض 45° شمال
خط عرض 45° شمال هي إحدى دوائر العرض الجغرافية، وهي دوائر وهمية تحيط بالكرة الأرضية، وموازية لخط الاستواء، وتتميز هذه الدائرة بأن الأراضي الواقعة عليها تنتمي للمنطقة المعتدلة الدفيئة.

## حول العالم
خط عرض 45° شمال يبدأ من خط الزوال الأولي ويتجه شرقا ويمر عبر:
| الإحداثيات                           | Country, territory or sea | ملاحظات |
| ------------------------------------ | ------------------------- | --- |
| 45°0′N 0°0′E / 45.000°N 0.000°E      | فرنسا                     | آكيتين ميدي بيرينه ليموزان أوفرن رون ألب – مرورا بجنوب غرونوبل إقليم ألب كوت دازور |
| 45°0′N 6°44′E / 45.000°N 6.733°E     | إيطاليا                   | بييمونتي – مرورا بجنوب تورينو لومبارديا - passing by فوغيرا (بافيا) إميليا-رومانيا – مرورا بجنوب بياتشنزا لومبارديا فينيتو – مرورا بجنوب روفيغو |
| 45°0′N 12°27′E / 45.000°N 12.450°E   | البحر الأدرياتيكي         | خليج البندقية |
| 45°0′N 13°44′E / 45.000°N 13.733°E   | كرواتيا                   | إستريا, جزر كريس (جزيرة) و جزيرة كرك, و the mainland again |
| 45°0′N 15°46′E / 45.000°N 15.767°E   | البوسنة والهرسك           | |
| 45°0′N 18°44′E / 45.000°N 18.733°E   | كرواتيا                   | |
| 45°0′N 19°6′E / 45.000°N 19.100°E    | صربيا                     | مرورا عبر the centre of Ruma مرورا عبر the northern edge of Stara Pazova, 30 kilometres NW of بلغراد |
| 45°0′N 21°24′E / 45.000°N 21.400°E   | رومانيا                   | مرورا بشمال بلويشت و just south of ترجو جيو |
| 45°0′N 29°39′E / 45.000°N 29.650°E   | البحر الأسود              | |
| 45°0′N 33°36′E / 45.000°N 33.600°E   | أوكرانيا                  | جمهورية القرم ذاتية الحكم (claimed و controlled by روسيا) – مرورا بشمال سيمفروبول, و just south of فيودوسيا |
| 45°0′N 35°24′E / 45.000°N 35.400°E   | البحر الأسود              | |
| 45°0′N 37°13′E / 45.000°N 37.217°E   | روسيا                     | مرورا بجنوب كراسنودار, و just south of ستافروبول |
| 45°0′N 47°15′E / 45.000°N 47.250°E   | بحر قزوين                 | |
| 45°0′N 51°4′E / 45.000°N 51.067°E    | كازاخستان                 | أوبليس مانكيستاو |
| 45°0′N 56°0′E / 45.000°N 56.000°E    | أوزبكستان                 | قرقل باغستان (autonomous republic) – including جزيرة فوزروزدنيا in the بحر آرال |
| 45°0′N 59°50′E / 45.000°N 59.833°E   | كازاخستان                 | أوبليس كيزيلوردا أوبليس كازاخستان الجنوبي أوبليس جامبيل أوبليس ألماتي |
| 45°0′N 80°2′E / 45.000°N 80.033°E    | جمهورية الصين الشعبية     | سنجان |
| 45°0′N 93°13′E / 45.000°N 93.217°E   | منغوليا                   | محافظة غوفي-ألتاي محافظة بايانخونغور محافظة أوفوخاناجي محافظة دوندغوفي محافظة دورنوغوفي |
| 45°0′N 111°46′E / 45.000°N 111.767°E | جمهورية الصين الشعبية     | منغوليا الداخلية |
| 45°0′N 112°31′E / 45.000°N 112.517°E | منغوليا                   | محافظة سوخباتار |
| 45°0′N 114°7′E / 45.000°N 114.117°E  | جمهورية الصين الشعبية     | منغوليا الداخلية جيلين هيلونغجيانغ |
| 45°0′N 131°30′E / 45.000°N 131.500°E | روسيا                     | بريمورسكي كراي |
| 45°0′N 136°37′E / 45.000°N 136.617°E | بحر اليابان               | مرورا بجنوب جزيرة ريشيري, اليابان |
| 45°0′N 141°41′E / 45.000°N 141.683°E | اليابان                   | هوكايدو |
| 45°0′N 142°32′E / 45.000°N 142.533°E | بحر أوخوتسك               | |
| 45°0′N 147°31′E / 45.000°N 147.517°E | جزر الكوريل               | جزيرة إيتوروب, administered by روسيا, تملكه اليابان |
| 45°0′N 147°59′E / 45.000°N 147.983°E | المحيط الهادئ             | |
| 45°0′N 124°1′W / 45.000°N 124.017°W  | الولايات المتحدة          | أوريغون أيداهو مونتانا / وايومنغ border (approximate) داكوتا الجنوبية مينيسوتا – مرورا عبر منيابولس ويسكونسن – مرورا عبر a 45×90 point (halfway between the القطب الشمالي و the خط الاستواء, و halfway between the خط غرينتش و the خط الزوال العكسي) |
| 45°0′N 87°37′W / 45.000°N 87.617°W   | بحيرة ميشيغين             | Green Bay – territorial waters of the United States |
| 45°0′N 87°21′W / 45.000°N 87.350°W   | الولايات المتحدة          | ويسكونسن – Door Peninsula |
| 45°0′N 87°9′W / 45.000°N 87.150°W    | بحيرة ميشيغين             | Territorial waters of the United States |
| 45°0′N 86°9′W / 45.000°N 86.150°W    | الولايات المتحدة          | ميشيغان – South Manitou Island |
| 45°0′N 86°5′W / 45.000°N 86.083°W    | بحيرة ميشيغين             | Territorial waters of the United States |
| 45°0′N 85°46′W / 45.000°N 85.767°W   | الولايات المتحدة          | ميشيغان – Leelanau Peninsula (مقاطعة ليلاناو (ميشيغان)) |
| 45°0′N 86°5′W / 45.000°N 86.083°W    | بحيرة ميشيغين             | Grand Traverse Bay – territorial waters of the United States |
| 45°0′N 85°47′W / 45.000°N 85.783°W   | الولايات المتحدة          | ميشيغان (مقاطعة أنتريم (ميشيغان), مقاطعة أوتسيغو (ميشيغان), مقاطعة مونتمورنسي (ميشيغان), و مقاطعة ألبينا (ميشيغان)) |
| 45°0′N 83°26′W / 45.000°N 83.433°W   | بحيرة هرون                | Territorial waters of the United States و Canada |
| 45°0′N 81°27′W / 45.000°N 81.450°W   | كندا                      | أونتاريو – Bruce Peninsula |
| 45°0′N 81°11′W / 45.000°N 81.183°W   | بحيرة هرون                | Georgian Bay – territorial waters of Canada |
| 45°0′N 79°59′W / 45.000°N 79.983°W   | كندا                      | أونتاريو |
| 45°0′N 74°54′W / 45.000°N 74.900°W   | الولايات المتحدة          | نيويورك (ولاية) – لحوالي 10 km |
| 45°0′N 74°46′W / 45.000°N 74.767°W   | كندا                      | أونتاريو – Cornwall Island · كيبك – running just شمالي border with نيويورك (ولاية), الولايات المتحدة |
| 45°0′N 73°54′W / 45.000°N 73.900°W   | الولايات المتحدة          | نيويورك (ولاية) – running just جنوبي border with كيبك, كندا · فيرمونت – running just جنوبي border with كيبك, كندا · نيوهامبشير · مين |
| 45°0′N 67°4′W / 45.000°N 67.067°W    | Passamaquoddy Bay         | |
| 45°0′N 67°0′W / 45.000°N 67.000°W    | كندا                      | Deer Island, نيو برونزويك |
| 45°0′N 66°57′W / 45.000°N 66.950°W   | خليج فندي                 | Territorial waters of Canada |
| 45°0′N 65°10′W / 45.000°N 65.167°W   | كندا                      | نوفا سكوشا |
| 45°0′N 61°57′W / 45.000°N 61.950°W   | المحيط الأطلسي            | |
| 45°0′N 1°12′W / 45.000°N 1.200°W     | فرنسا                     | آكيتين – مرورا بشمال بوردو |